# Epidesma melanota
Epidesma melanota là một loài bướm đêm thuộc phân họ Arctiinae, họ Erebidae.